# Aston Martin DB9
La Aston Martin DB9 è un'autovettura sportiva con carrozzeria coupé o cabriolet prodotta dalla casa automobilistica inglese Aston Martin dal dicembre 2004, per rimpiazzare la DB7, fino a giugno 2016.

## Stile

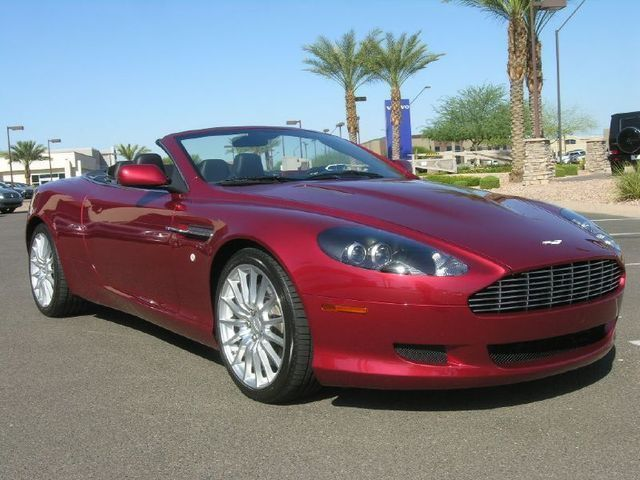
Una Aston Martin DB9 Volante

La DB9 è una coupé due porte con abitacolo in configurazione 2+2, quindi comodo per il conducente e il passeggero anteriore con l'aggiunta di due sedili posteriori di dimensioni contenute. Di questa vettura è disponibile anche la variante cabriolet denominata DB9 Volante con tetto in tela ripiegabile. La carrozzeria è realizzata in alluminio, esteriormente la linea caratterizzata da un cofano lungo, da un parabrezza inclinato e da una coda affusolata ha un andamento filante ed elegante. Su entrambe le versioni sono presenti di serie: ABS, airbag (guida, laterali, passeggero), chiusura centralizzata, controllo elettronico trazione, immobilizzatore, indicatore temperatura esterna, pretensinatore cinture, retrovisori elettrici termici e ripiegabili elettronicamente, sedili guida regolabili in altezza e elettricamente, servosterzo, trasponder, vetri elettrici anteriori, volante regolabile, autoradio, cerchi in lega, climatizzatore, controllo elettronico stabilità, fari allo xeno, interni di materiale pregiato, navigatore satellitare, sensori di parcheggio posteriori. Sulla coupé sono disponibili anche gli airbag testa. A pagamento si poteva avere l'antifurto.

## Caratteristiche tecniche
La DB9 monta un motore a combustione interna a ciclo Otto, con frazionamento 12 cilindri a V di 5935 cm³ di cilindrata, con una potenza di 455 CV a 6000 giri al minuto e una coppia motrice massima di 570 Nm a 5000 giri/min. Il propulsore è collocato sul telaio in posizione anteriore longitudinale, mentre il cambio e la trazione sono posizionati al retrotreno (schema Transaxle).
Il motore V12 della DB9 deriva da quello già presente sulla Vanquish prodotta fra il 2001 e il 2007, tuttavia è stato depotenziato (520 CV per la Vanquish) e alleggerito di 11 kg, per far sì che la DB9 non si sovrapponesse alla Vanquish commercialmente e in prestazioni, oltre che per darle un'impostazione diversa.
Il telaio della vettura realizzato in alluminio, è di alta qualità, l'equilibrata ripartizione dei pesi tra avantreno e retrotreno consentono una guida ad alte prestazioni, mentre la taratura dello sterzo consente un'azione progressiva e veloce, ma non fulminea. Questo giustifica l'impostazione generale della vettura, che è concepita come Gran Turismo e non espressamente come auto da pista. Risulta, così, anche coerente la scelta di un cambio automatico (Touchtronic) classico con convertitore di coppia, invece di un più veloce e nervoso elettroattuato. È comunque disponibile anche un cambio manuale a 6 marce.
La DB9 è la prima Aston Martin dotata di ESP, ma le caratteristiche dinamiche rendono rari e limitati i suoi interventi. È anche la prima vettura della casa ad essere costruita nei nuovi stabilimenti di Gaydon (Inghilterra), dopo il trasferimento da quelli storici di Newport Pagnell.
Sia la Coupé che la Volante hanno un bagagliaio di 186 dm³ e un serbatoio da 80 litri.

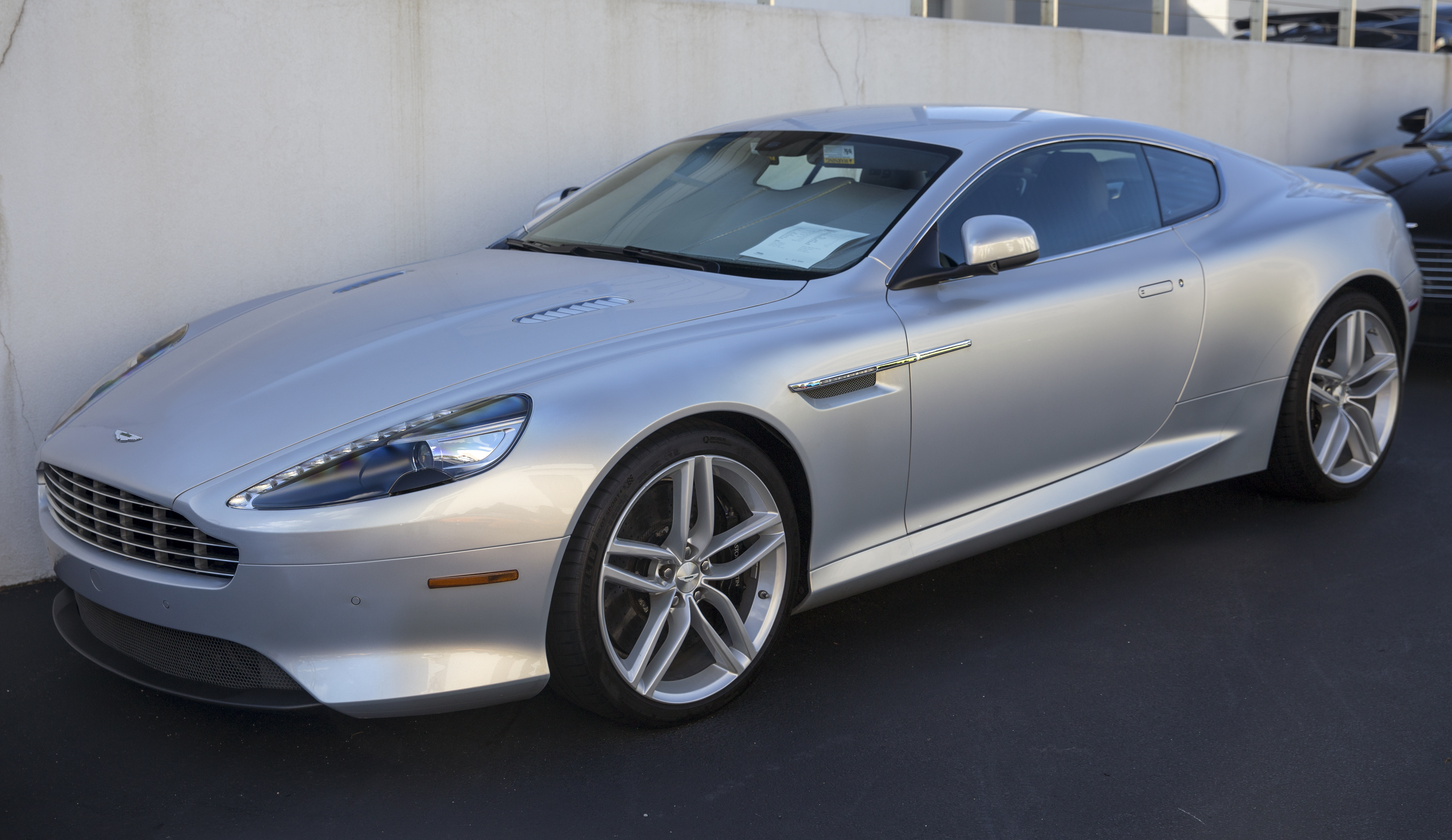
DB9 restyling 2013

## Evoluzione
Nel 2008 è stata introdotta una versione aggiornata del motore, con una potenza massima di 476 CV a 6000 giri/min e 600 Nm di coppia massima a 5000 giri/min.
Due anni più tardi subisce un primo leggero restyling.
Nel 2012 arriva un secondo restyling che rende il modello uguale alla Virage. Per questo motivo quest'ultima, dopo solo un anno di produzione esce di scena.
Nel 2013 sulla DB9 è stata montata un'ulteriore evoluzione del motore da 517 CV a 6500 giri/min e 620 Nm di coppia a 5500 giri/min.

## Prestazioni

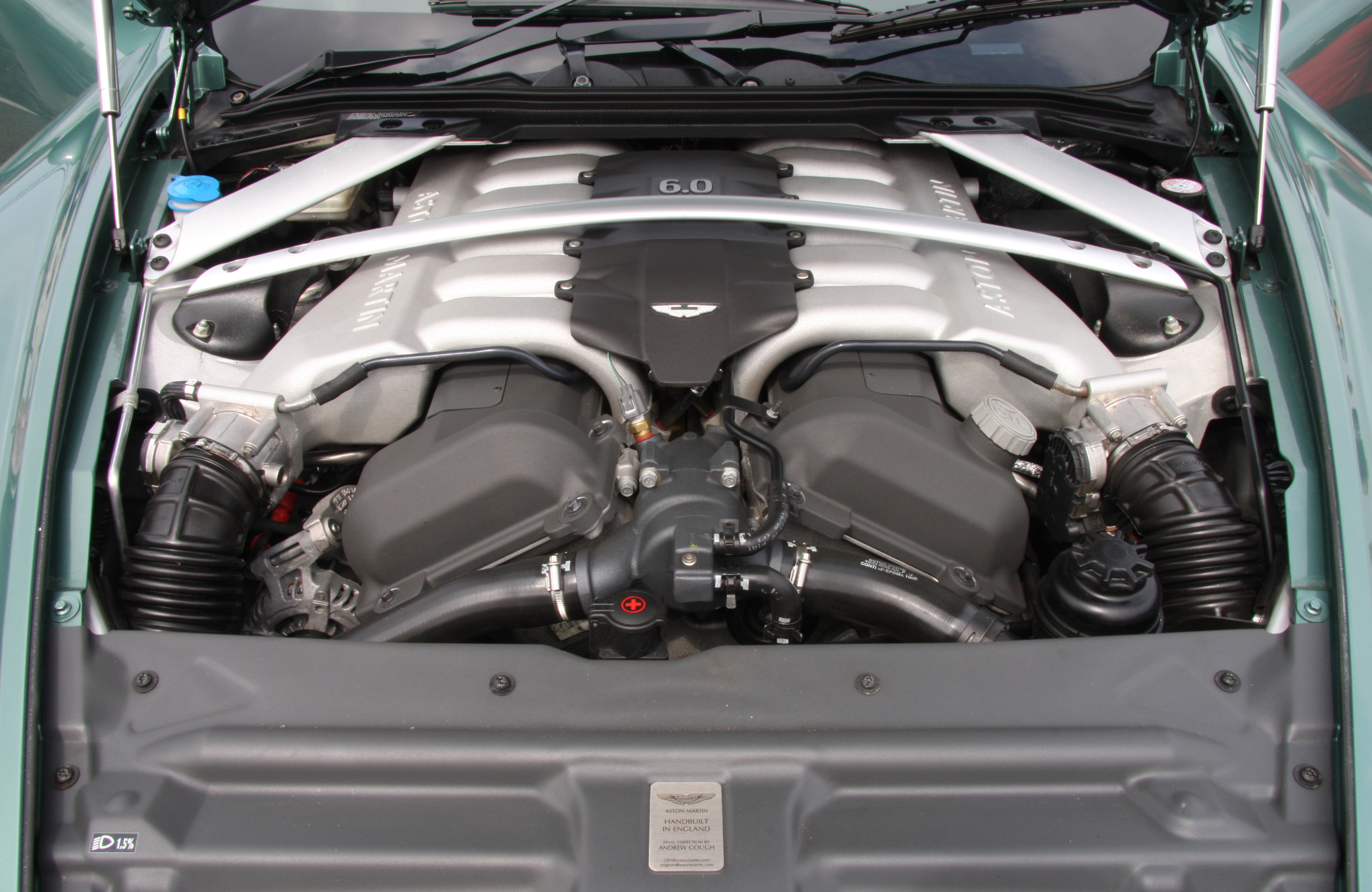
Motore

Le prestazioni della vettura, nella prima versione prodotta nel periodo 2004-2008 raggiunge i 300 km/h di velocità massima e un'accelerazione da 0 a 100 km/h in 4,9 secondi (5,1 secondi nella versione coupé automatica). Quest'auto rimane di alto livello, e si dimostra in pista perfino più veloce della Vanquish, nonostante la minore potenza (tempo sul giro 1'22"148 contro 1'23"433 a Vairano).
La versione coupé prodotta nel periodo 2008-2012 vanta prestazioni leggermente superiori: 306 km/h di velocità massima e un tempo di 4,8 secondi nello scatto da 0 a 100 km/h. Nel modello 2013 il picco di velocità è sceso invece a 295 km/h mentre l'accelerazione 0–100 km/h è scesa a 4,6 secondi.
La DB9 rimane tuttavia un'auto da Gran Turismo, fatta per la strada e i lunghi viaggi veloci.

## Motorizzazioni
| Modello | Disponibilità    | Motore  | Cilindrata (cm³) | Potenza         | Coppia max (Nm) | Emissioni CO2 (g/km) | 0–100 km/h (secondi) | Velocità max (km/h) | Consumo medio (km/l) |
| V12 6.0 | dal 2004 al 2008 | Benzina | 5935             | 335 kW (455 CV) | 570             | 421                  | 4,9                  | 300                 | 5,7                  |
| Coupé   | dal 2008 al 2012 | Benzina | 5935             | 350 kW (476 CV) | 600             | 389                  | 4,8                  | 306                 | 5,7                  |
| Coupé   | dal 2013 al 2016 | Benzina | 5935             | 380 kW (517 CV) | 600             | 389                  | 4,6                  | 295                 | 5,7                  |

## Versioni speciali

### Aston Martin DB9 Le Mans
Per celebrare la vittoria in classe GT1 alla 24 Ore di Le Mans 2007 dell'DBR9, versione da corsa della vettura inglese, è stata realizzata una serie limitata a 124 esemplari tutti coupé denominata LM, contraddistinta dalla colorazione argento Sarthe, in omaggio al Circuit de la Sarthe dove viene disputata la celebre corsa. Esteticamente presenta cerchi ruota di disegno specifico, l'abitacolo dispone di inserti diversi, l'assetto è più rigido e sportivo, invariata la veste meccanica.

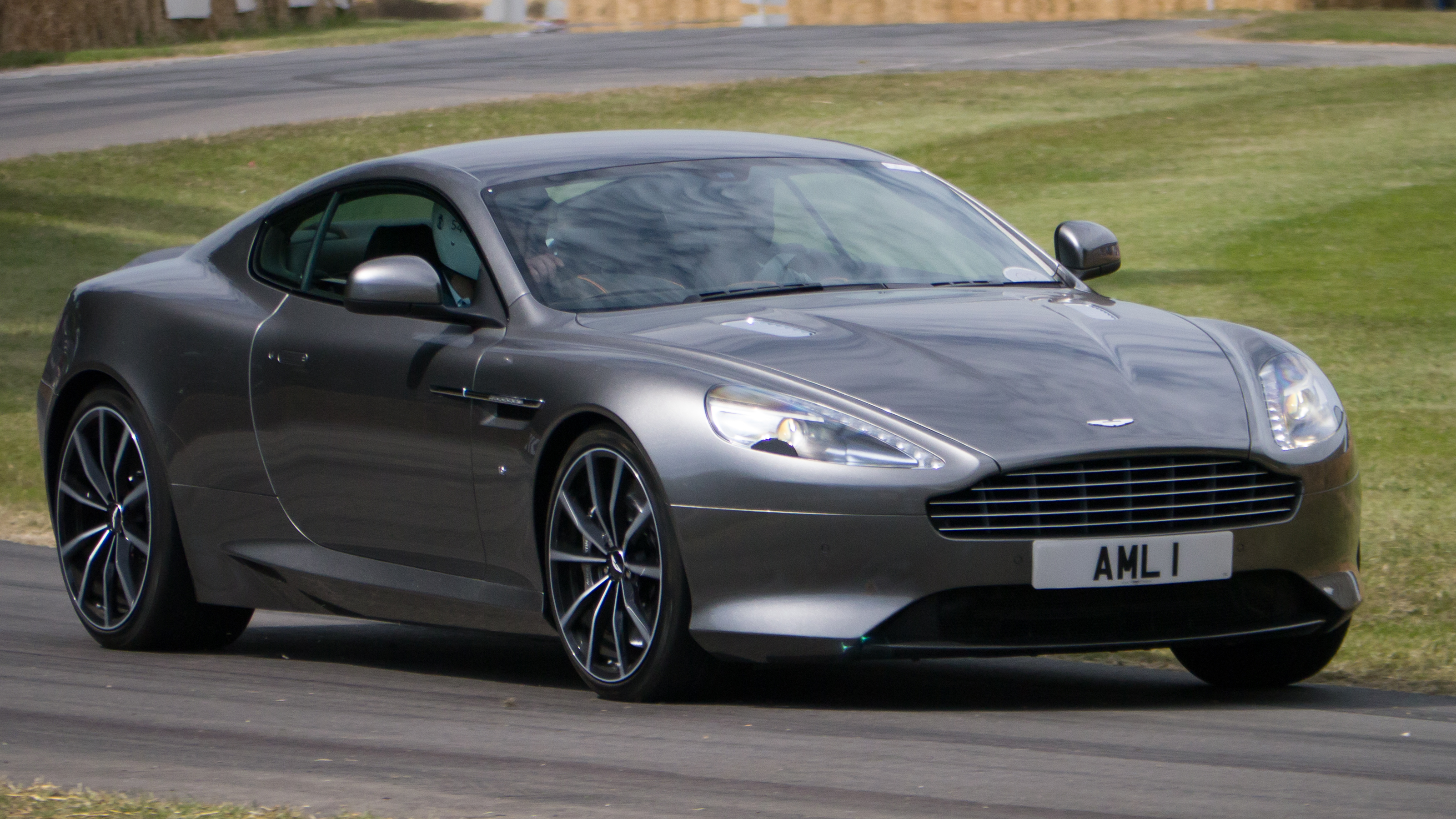
DB9 GT

### Aston Martin DB9 1M Facebook Edition
Per festeggiare il milione di fan raggiunto sul social network Facebook nel 2012, la Aston Martin ha creato una versione speciale della DB9, denominata 1M Facebook Edition. Meccanicamente identica alla DB9 di serie, la 1M presenta una carrozzeria color blu con adesivi di colore bianco che corrono lungo tutto il corpo vettura in riferimento alla colorazione della pagina internet. Inoltre, sono stati aggiunti cerchi in lega multiraggi Silver Diamond da 20 pollici e interni bicolore.

### DB9 GT
Nel 2015 Aston Martin ha presentato l'edizione finale della DB9, denominata DB9 GT. Il motore eroga una potenza di 547 CV a 6.750 giri al minuto e 620 Nm di coppia a 5.500 giri al minuto, Accelerando da 0 a 97 km/h in 4,4 secondi, da 0 a 161 km/h in 10,2 secondi e percorrendo il quarto di miglio in 12,8 secondi. La sua velocità massima è pari a 295 km/h.

## Competizioni sportive
Nel 2005 è stata presentata la DBR9, una versione da gara per il Campionato FIA GT e campionati gestiti dall'ACO, classe GT1, che sviluppa 600 CV e supera i 320 km/h. In seguito è stata realizzata una versione meno potente, da impiegare nella classe GT3, dandole il nome DBRS9. Inoltre si è affiancata alle attuali versioni la DBS, versione stradale più potente e "corsaiola" della DB9, che ha debuttato nel film del 2006 di James Bond Casinò Royale.